# A Brighter Summer Day (film)
Pour plus de détails, voir Fiche technique et Distribution.
A Brighter Summer Day, parfois connu sous le titre Une belle journée d'été (chinois : 牯嶺街少年殺人事件 — pinyin : Gǔ lǐng jiē shàonián shārén shìjiàn), est un film taïwanais réalisé par Edward Yang et sorti en 1991.

## Synopsis
Dans le Taïwan des années 1960, le désarroi d'une jeunesse en quête d'identité.
Zhang Zhen (surnommé Si'r), lycéen dans le Taipei de 1959, est contraint de suivre des cours du soir après avoir échoué à un examen. Cela contrarie son père, fonctionnaire de carrière, qui est conscient et inquiet de la délinquance qui sévit parmi les élèves des cours du soir. Le lendemain matin, Si'r et son père écoutent une émission de radio consacrée aux étudiants distingués.
En 1960, Si'r et sa meilleure amie Cat espionnent une actrice qui se change pendant le tournage d'un drame dans un studio de cinéma. Rattrapés par un gardien, ils lui volent sa lampe de poche et s'enfuient pour retourner à l'école. Si'r, remarquant des mouvements dans une salle de classe obscure, allume la lampe de poche et fait sursauter un couple d'amoureux, mais ne voit pas leurs visages. Deux gangs, les Little Park Boys et leurs rivaux les 217, sont présentés. Si'r n'est membre d'aucun des deux gangs, mais il est plus proche des Little Park Boys. Les Little Park Boys sont dirigés par Honey, qui se cache de la police à Tainan après avoir tué l'un des 217 pour sa petite amie, Ming. Sly dirige le gang en son absence. Sly et Si'r deviennent rivaux après que Si'r a mis Sly en difficulté, croyant que lui et sa petite amie, Jade, sont le couple d'amants qu'il a vu. Pendant ce temps, Si'r et Ming se rencontrent par hasard et deviennent amis.
Sly propose une trêve en organisant un concert avec des membres des deux gangs. Honey refait surface à l'improviste et reproche à Sly d'avoir organisé le concert, mais il se rend compte que le gang respecte davantage Sly. La veille du concert, Honey "lègue" Ming à Si'r, estimant qu'il est un petit ami stable. Le lendemain soir, Honey apparaît à l'extérieur de la salle de concert, contrariant les 217. Honey se promène ostensiblement en ami avec le chef des 217, Shandong, avant d'être tué lorsque Shandong le pousse devant une voiture qui arrive en sens inverse. Les Little Park Boys ne croient pas les rapports de la police selon lesquels il s'agit d'un accident et préparent leur vengeance ; ils assassinent les 217, y compris Shandong, au cours d'un typhon, en utilisant des armes acquises par Ma, l'un des riches camarades de classe de Sly. Sly et les Little Park Boys survivants se cachent. La même nuit, le père de Si'r est arrêté par la police secrète et interrogé sur ses liens passés avec le Parti communiste chinois. S'il est finalement libéré, il est rétrogradé.
Si'r commence à sortir avec Ming et semble s'améliorer sur le plan scolaire. Cependant, elle révèle qu'elle flirte avec d'autres garçons, dont un médecin plus âgé, ce qui dérange Si'r. Le lendemain, Si'r est renvoyé après s'être emporté contre le médecin et avoir cassé une ampoule. Il promet de réussir ses examens de transfert pour être admis à l'externat, ce qui contrarie Ming, qui sait que cela signifie qu'elle le verra moins. Plus tard, Sly sort de sa cachette et s'excuse auprès de Si'r pour leur querelle passée et révèle que Ming et Ma sortent ensemble. Bouleversé, Si'r commence à sortir avec Jade, mais il la contrarie et elle lui révèle amèrement que la fille qu'il a vue embrasser Sly était Ming, pas elle.
Après avoir menacé Ma chez lui, Si'r vole le couteau de Cat et l'attend devant l'école. Au lieu de cela, il voit Ming et lui reproche sa promiscuité, affirmant qu'il est son seul espoir. Ming reproche à Si'r d'être égoïste et d'essayer de la changer ; comme le monde, elle ne peut être changée. Il la poignarde à mort et s'effondre. Si'r est condamnée à mort, mais la frénésie médiatique autour de l'affaire fait que la peine est ramenée à 15 ans d'emprisonnement. Dans la maison de Si'r, désormais déserte, sa mère trouve inopinément l'uniforme scolaire de Si'r.  Alors qu'elle sanglote, la radio diffuse une liste d'élèves distingués.

## Fiche technique
- Titre français : A Brighter Summer Day ou parfois Une belle journée d'été[1]
- Titre original : 牯嶺街少年殺人事件, Gǔ lǐng jiē shàonián shārén shìjiàn
- Réalisation : Edward Yang
- Scénario : Edward Yang, Hung Hung, Lai Mingtang, Alex Yang
- Photographie : Huigong Li et Longyu Zhang
- Son : Tu Du-che
- Montage : Bo-Wen Chen
- Production : Yu Weiyan pour Yang & His Gang Filmmakers
- Pays d'origine :  Taïwan
- Langues originales : mandarin, minnan, shanghaïen (et chansons en anglais)
- Format : couleurs - 1,85:1 - son Dolby numérique -  35 mm
- Genre : drame et historique
- Durée : 237 minutes
- Dates de sortie :
  - Canada : 9 septembre 1991 (festival de Toronto)
  - France : 22 avril 1992

## Distribution
- Chang Chen : Xiao Si'r
- Lisa Yang : Ming
- Zhang Guozhu : le père de Si'r
- Elaine Jin : la mère de Si'r
- Wang Juan : la sœur aînée de Si'r
- Han Chang : Lao Er, le frère aîné de Si'r
- Jiang Xiuqiong : la deuxième sœur deSi'r
- Lai Fanyun : la sœur cadette de Si'r
- Wong Chi Zan : « Cat »
- Lawrence Ko (en) : « Airplane »
- Tan Zhigang : « Ma »
- Zhang Mingxin : « Underpants »
- Rong Junlong : « Sex Bomb »
- Zhou Huiguo : « Tiger »

## Production

### Genèse et développement
- Le titre original signifie L'affaire du jeune meurtrier de la rue Guling. C'est une référence à un fait divers où un adolescent de 14 ans a tué sa petite amie. Ce drame s'est déroulé dans le collège où étudiait Edward Yang (il avait lui-même environ 13 ans).
- Le titre international fait référence à la chanson Are You Lonesome Tonight ? interprétée par Elvis Presley que l'on entend à plusieurs reprises dans le film, et dans laquelle se trouve l'expression "A Brighter Summer Day".
- Deux gangs s'affrontent dans le film : les 217 et les Garçons du Petit Parc. "À travers ce conflit, c’est l’opposition entre deux catégories de population se trouvant sur le territoire de Formose que Yang représente. Les garçons du Petit Parc font partie des Waisheng Ren : les Chinois qui sont arrivés en provenance du Continent à partir de 1949 [les personnes qui sont de l’extérieur de la province]. Ceux du 217 font partie des Bensheng Ren : les Chinois qui s’étaient installés sur l’île avant l’accession au Pouvoir des communistes en Chine continentale [les personnes qui sont de la province]" [2].

## Analyse
Selon Enrique Seknadje, sur le site Culturopoing, Xiao S'ir « semble émaner du dispositif énonciateur mis en place par le réalisateur, du hors-cadre ». Ainsi, au début du récit, le protagoniste assiste en catimini à un tournage de film et, quand il fuit les lieux, il emporte une lampe torche qui va lui permettre de voir un certain nombre d'événements qu'il ne pourrait voir sans cet objet.
Le père de Xiao S'ir est inquiété par les autorités de Taïwan qui veulent savoir s'il a des liens avec les communistes. Edward Yang fait référence à la politique répressive exercée par le pouvoir nationaliste et appelée la Terreur blanche. Sur le site Slate, Jean-Michel Frodon écrit à propos de la représentation filmique de celle-ci : « L’évocation de la Terreur blanche atteint une puissance abstraite, fantastique, plus proche de Kafka que de la chronique factuelle. Elle le doit à une inventivité visuelle aux multiples dimensions, mais où se distingue l’utilisation singulière du matériau de base du cinéma : la lumière. »

## Distinctions
- Festival international du film de Tōkyō 1991 : Prix spécial du jury et Prix FIPRESCI
- Festival des 3 Continents 1991 : Prix de la mise en scène
- Kinema Junpo Awards 1993 : Best Foreign Language Film Director

## Éditions vidéo
Le film sort en DVD/ Blu-ray le 5 décembre 2018 chez Carlotta.